# Siersburg

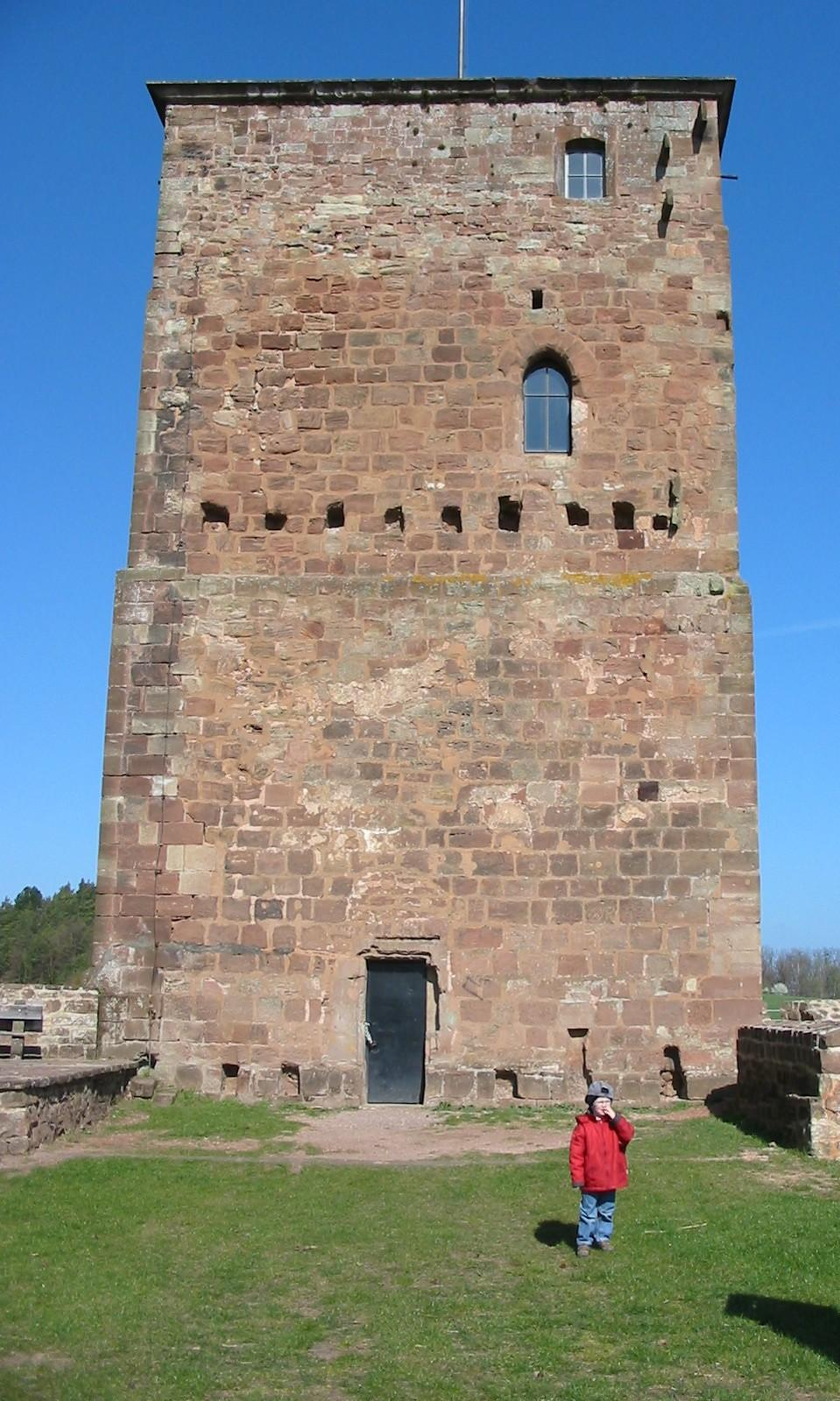
Turm der Siersburg

Siersburg ist ein Ortsteil der Gemeinde Rehlingen-Siersburg und Sitz der Gemeindeverwaltung. Siersburg liegt am Ufer der Nied, einem linken Zufluss der Saar und ist Teil des Landkreises Saarlouis im Saarland. Der Ort hat eine Fläche von 949 ha und 4261 Einwohner (Stand: 31. Dezember 2007).

## Geschichte
Siersburg ist durch den Zusammenschluss der Orte Büren (Biren), Itzbach und Siersdorf (Siirsdroff) am 1. April 1937 entstanden. Namensgeber für den neuen Ort war die gleichnamige Burg, welche vermutlich im 11. Jahrhundert erbaut wurde.
Bis Ende 1973 war Siersburg eine eigenständige Gemeinde. Im Zuge der Gebiets- und Verwaltungsreform wurde die bis dahin eigenständige Gemeinde Siersburg am 1. Januar 1974 ein Ortsteil der Gemeinde Rehlingen, die später in Rehlingen-Siersburg umbenannt wurde.

## Sehenswürdigkeiten
- Burganlage Siersburg
- St. Willibrordus Kapelle in Siersdorf
- Mittelalterlicher Kräutergarten in Siersdorf
- Pfarrkirche St. Martin in Itzbach
- Schloss in Itzbach

## Burgfest
Seit 1968 findet jeden Sommer auf dem Plateau der Siersburg – meistens im Juli – das Festival „Burgfest“ statt. Organisator des Burgfestes ist die Christliche Arbeiterjugend (CAJ) Siersburg.

## Maibaumfest
Jedes Jahr am 30. April findet auf dem Kirchplatz von Siersburg das Tradition gewordene Maibaumsetzen mit anschließendem Maibaumfest statt. Dieses Fest veranstaltet die Pfarrjugend (PJ) Siersburg.

## Verkehr
Der Haltepunkt Siersburg liegt an der Niedtalbahn.
Siersburg liegt an den Landesstraßen L 171 und L 172.

## Ortsansichten

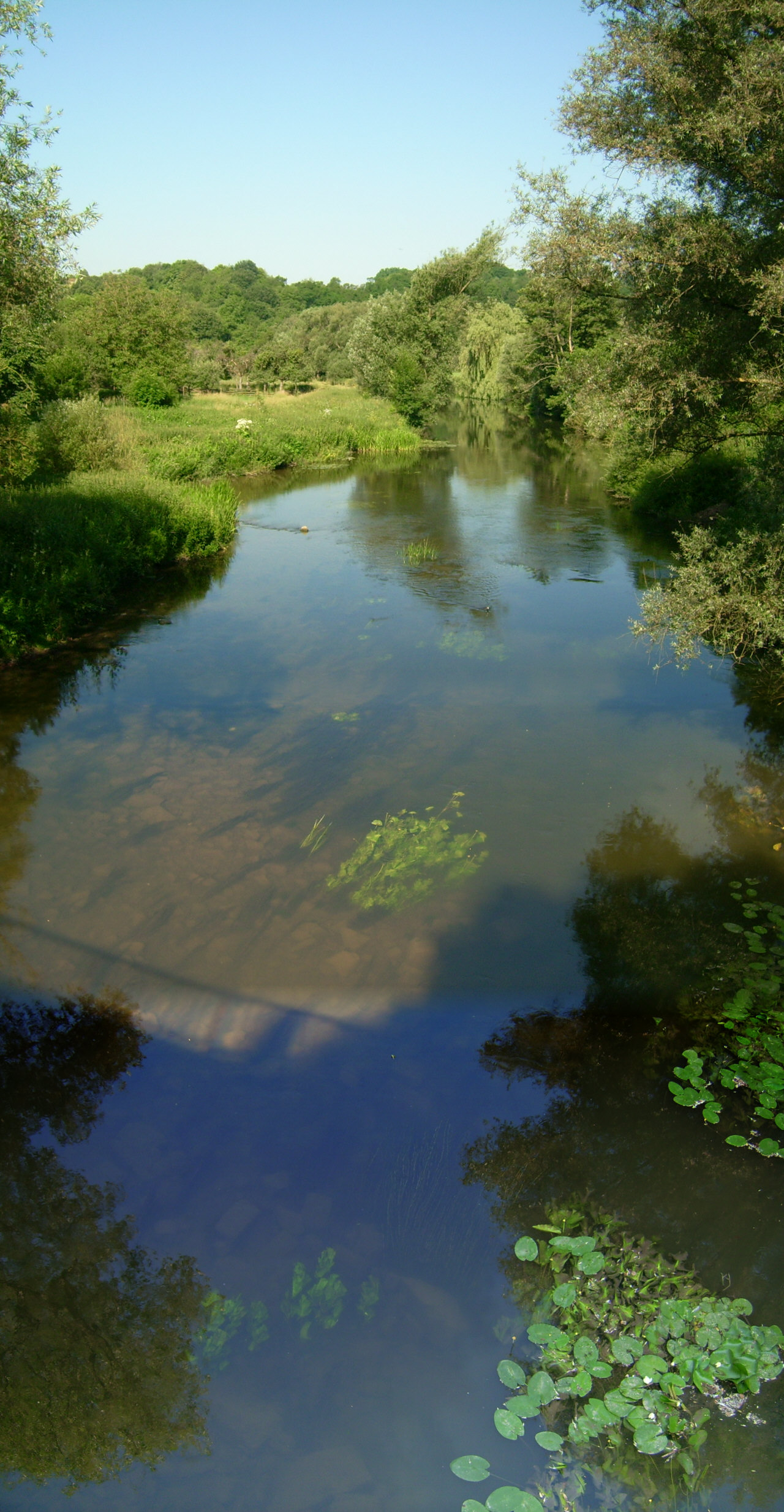
Nied Brückenblick
Kapelle St. Willibrordus bei Nacht
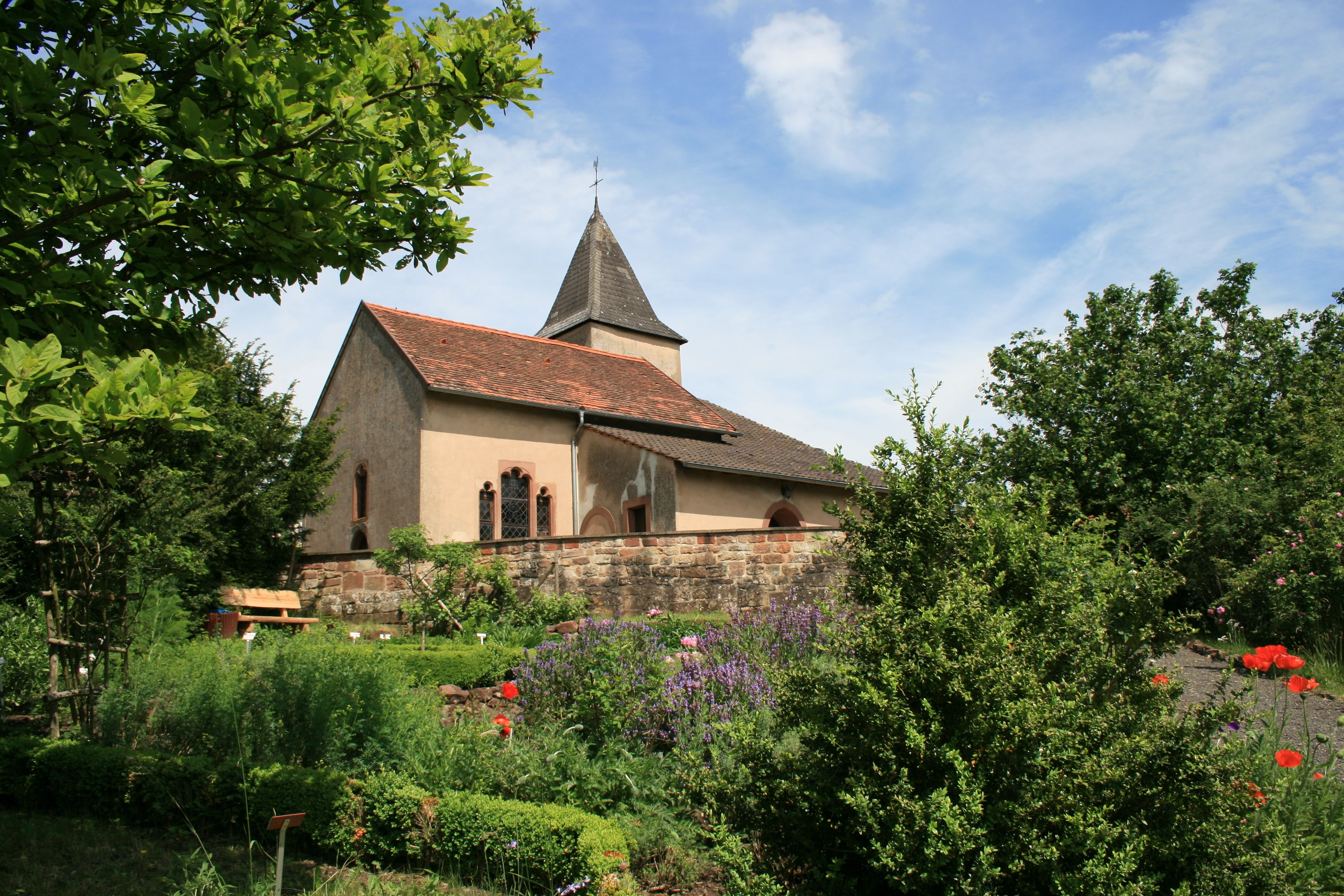
St. Willibrordus Kapelle mit Kräutergarten in Siersdorf
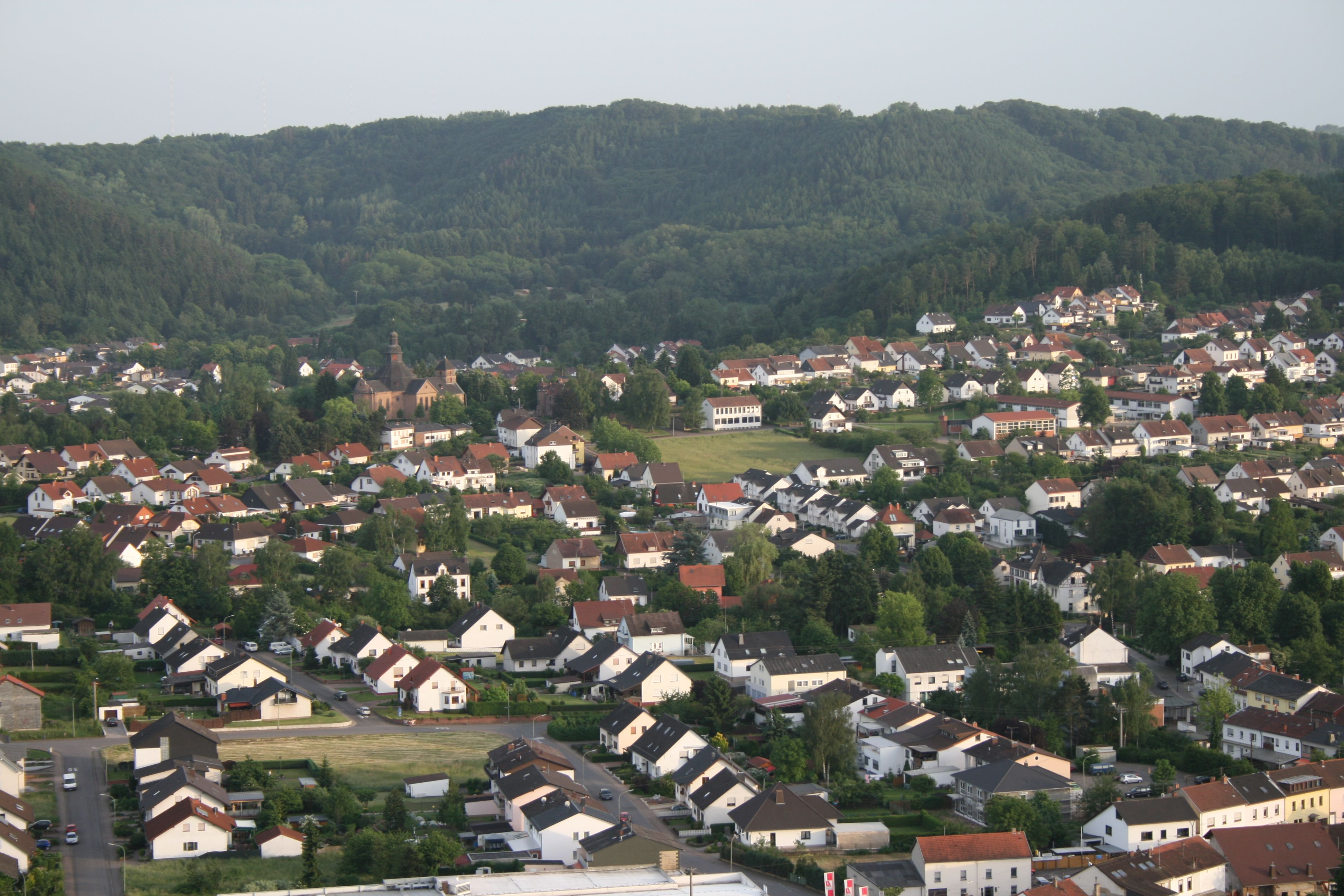
Teilansicht Büren und Itzbach
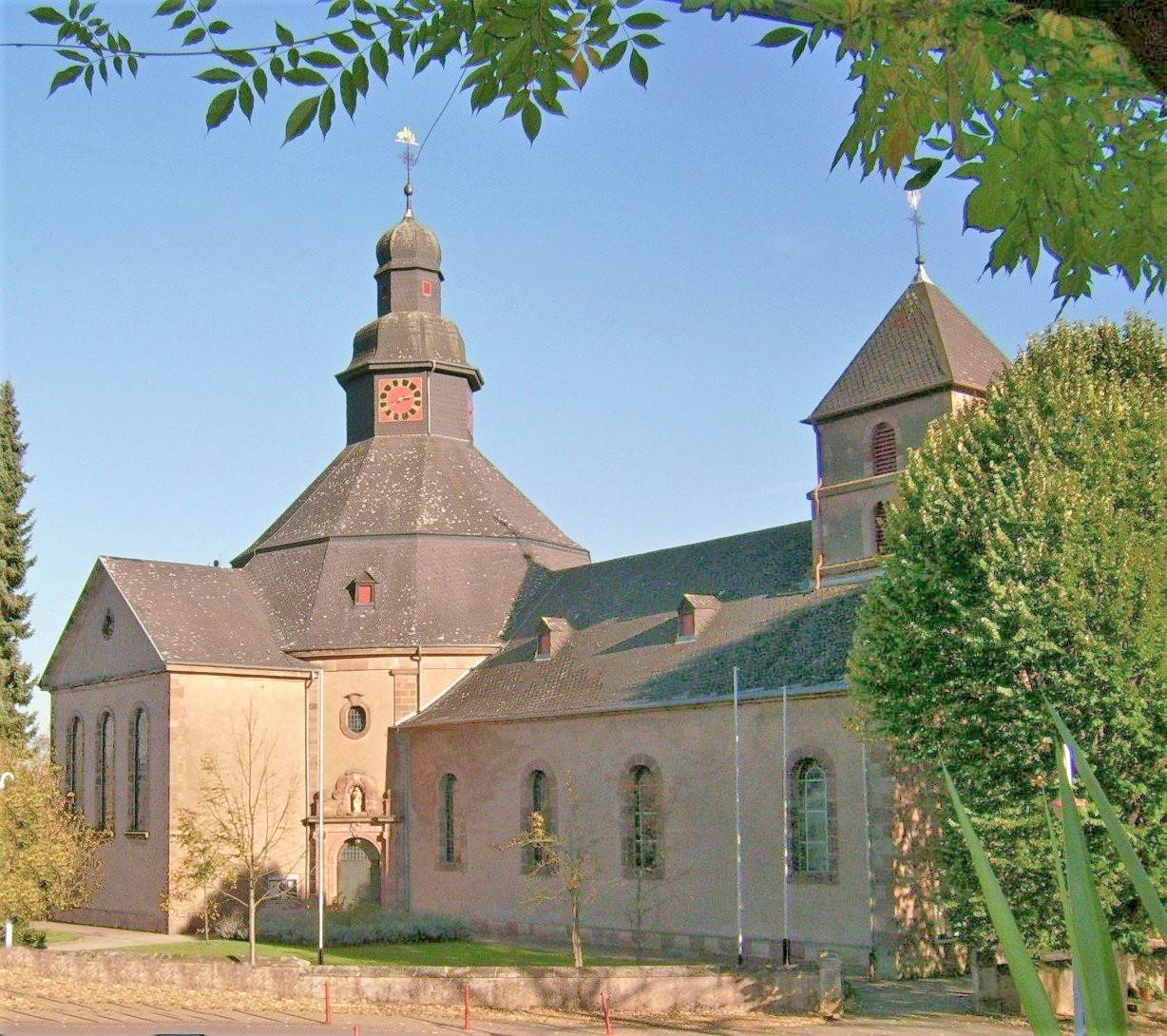
Kirche
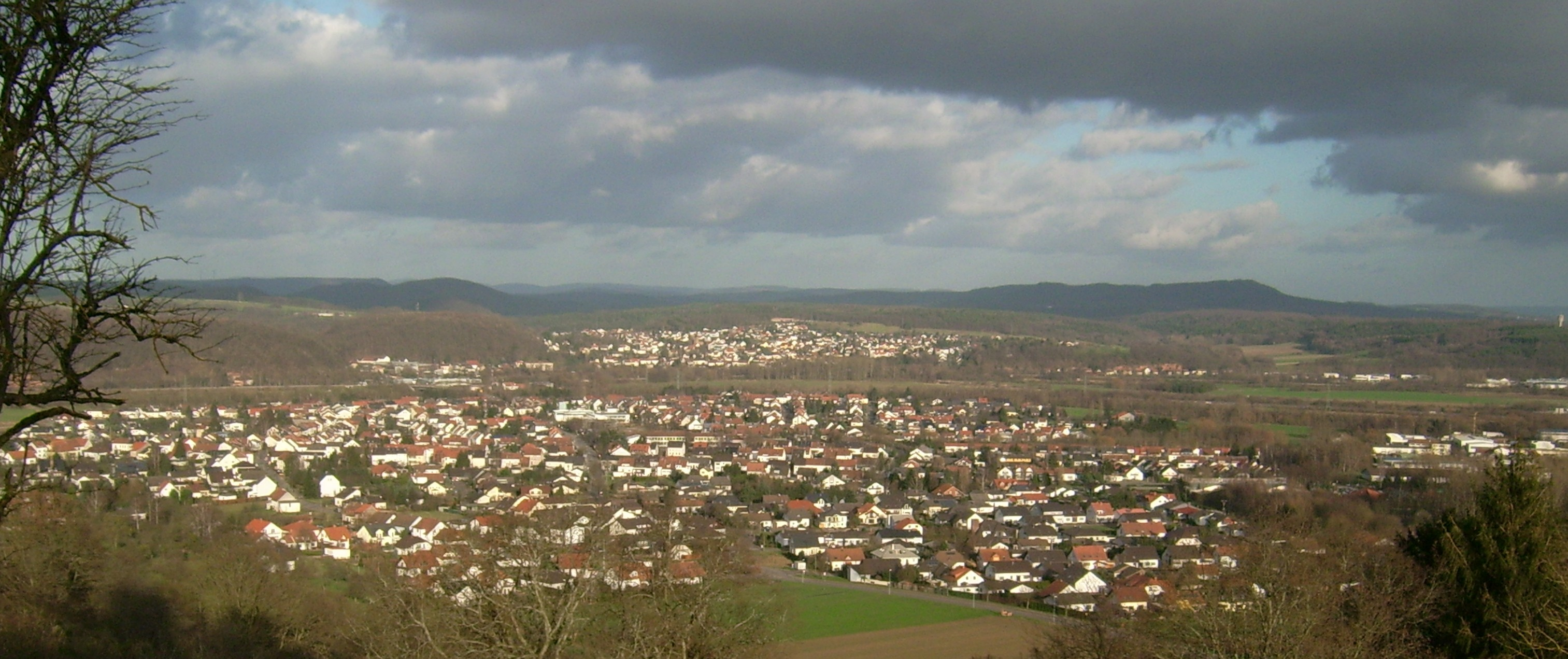
Blick auf Rehlingen
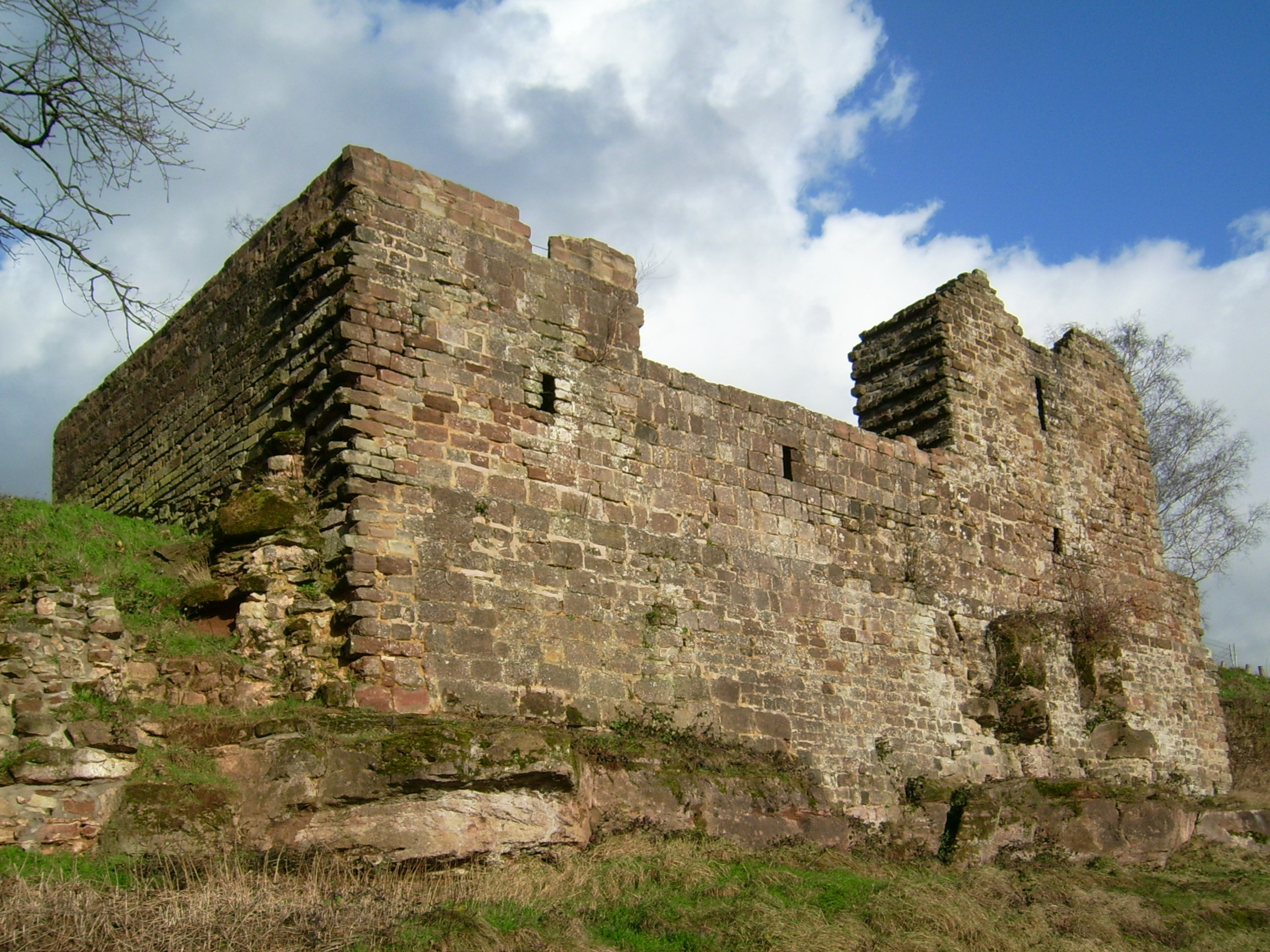
Außenansicht
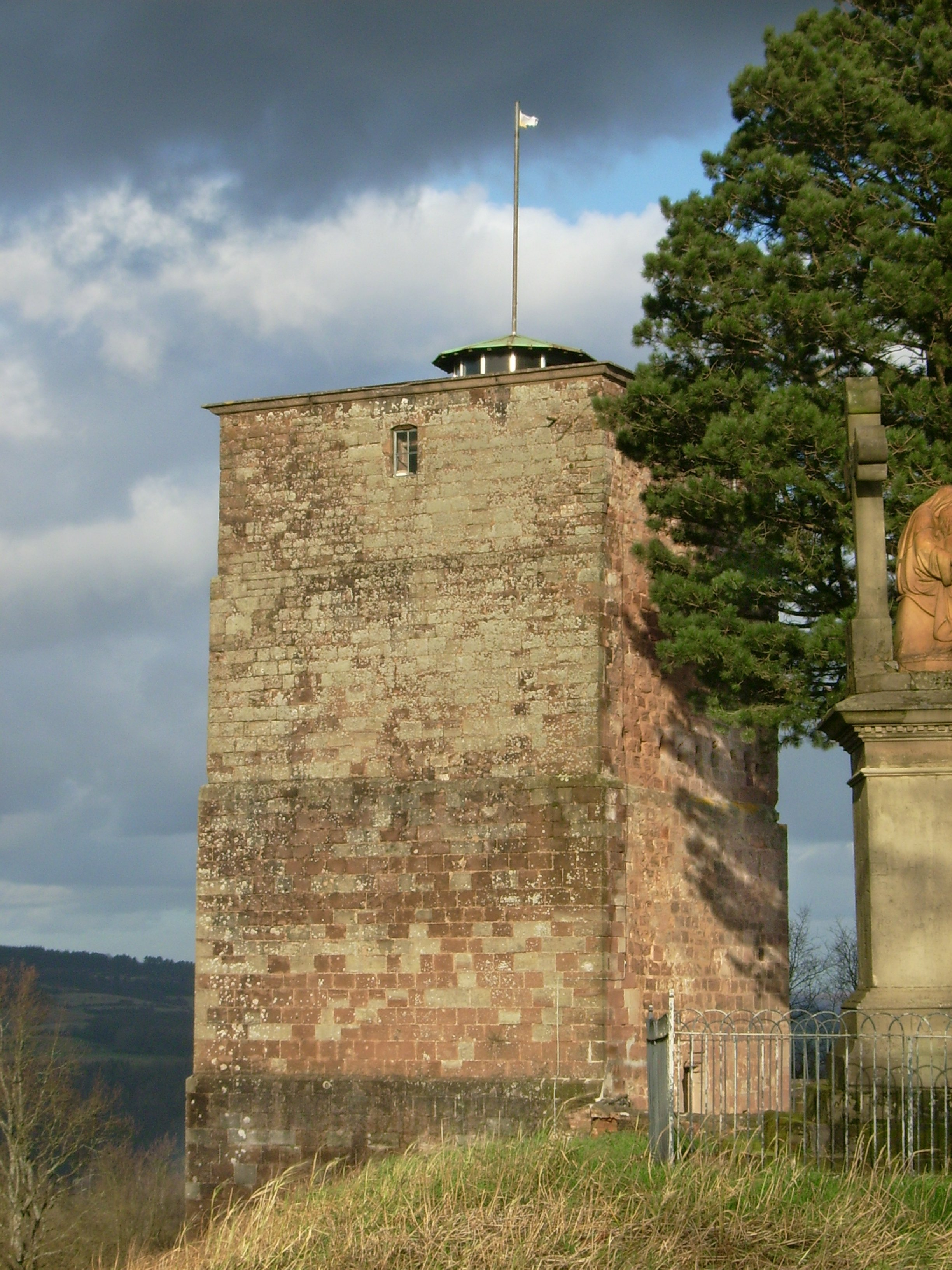
Turm